# 天主教朗布隆教区
天主教朗布隆教区 （拉丁語：Dioecesis Rombloniensis）是菲律賓一個羅馬天主教教區，屬天主教卡皮斯总教区。轄區包括朗布隆省。
2006年有教友192,128人、26個堂區、34名司鐸。主教席位自2011年5月25日起懸空。
1974年12月19日升為教區。